# Campionati italiani di aquathlon del 2015
I Campionati italiani di aquathlon del 2015 (XVI edizione) sono stati organizzati dalla Federazione Italiana Triathlon e si sono tenuti a Napoli in Campania, in data 2 agosto 2015.
Tra gli uomini ha vinto Andrea Giacomo Secchiero ( Fiamme Oro), mentre la gara femminile è andata a Alessandra Tamburri ( Minerva Roma).

## Risultati

### Élite uomini
| Pos. | Atleta                   | Società sportiva       | Corsa    | Nuoto    | Corsa    | Totale   |
| ---- | ------------------------ | ---------------------- | -------- | -------- | -------- | -------- |
|      | Andrea Giacomo Secchiero | Fiamme Oro             | 00:07:35 | 00:12:20 | 00:08:37 | 00:28:32 |
|      | Alessio Fioravanti       | Minerva Roma           | 00:07:37 | 00:12:22 | 00:08:38 | 00:28:37 |
|      | Lorenzo Ciuti            | Minerva Roma           | 00:07:36 | 00:12:21 | 00:08:44 | 00:28:41 |
| 4    | Riccardo De Palma        | Minerva Roma           | 00:07:36 | 00:12:17 | 00:09:01 | 00:28:54 |
| 5    | Giulio Pugliese          | Torrino Triathlon Team | 00:07:43 | 00:12:18 | 00:09:40 | 00:29:41 |
| 6    | Marco Ladisa             | 707                    | 00:07:55 | 00:12:40 | 00:09:21 | 00:29:56 |
| 7    | Alessandro Terranova     | Firenze Triathlon      | 00:07:38 | 00:13:04 | 00:09:21 | 00:30:03 |
| 8    | Riccardo Salvino         | Minerva Roma           | 00:08:05 | 00:12:25 | 00:09:35 | 00:30:05 |
| 9    | Nicolò Simonigh          | Aquatica Torino        | 00:07:58 | 00:12:46 | 00:09:27 | 00:30:11 |
| 10   | Andrea Borsacchi         | Canottieri Napoli      | 00:07:41 | 00:13:04 | 00:09:30 | 00:30:15 |
| 11   | Luca Borsacchi           | Canottieri Napoli      | 00:08:18 | 00:12:36 | 00:09:22 | 00:30:16 |
| 12   | Matteo Gala              | Minerva Roma           | 00:07:52 | 00:12:40 | 00:09:50 | 00:30:22 |
| 13   | Enrico Schiavino         | Canottieri Napoli      | 00:08:04 | 00:13:08 | 00:09:31 | 00:30:43 |
| 14   | Stefano Rigoni           | Padova Nuoto Fidia     | 00:07:48 | 00:12:21 | 00:10:42 | 00:30:51 |
| 15   | Luca Bertaccini          | Zona Cambio            | 00:07:53 | 00:13:37 | 00:09:28 | 00:30:58 |
| 16   | Andrea Martinelli        | Livorno Triathlon      | 00:08:30 | 00:12:43 | 00:09:56 | 00:31:09 |
| 17   | Gennaro Lamberti         | Canottieri Napoli      | 00:08:31 | 00:13:00 | 00:09:47 | 00:31:18 |
| 18   | Paolo Pettorusso         | Canottieri Napoli      | 00:08:16 | 00:13:07 | 00:10:00 | 00:31:23 |
| 19   | Davide Ventura           | Canottieri Napoli      | 00:08:17 | 00:12:52 | 00:10:21 | 00:31:30 |
| 20   | Alessio Spelonchi        | Pol. Riccione          | 00:08:29 | 00:12:45 | 00:10:21 | 00:31:35 |

### Élite donne
| Pos. | Atleta               | Società sportiva           | Corsa    | Nuoto    | Corsa    | Totale   |
| ---- | -------------------- | -------------------------- | -------- | -------- | -------- | -------- |
|      | Alessandra Tamburri  | Minerva Roma               | 00:08:34 | 00:13:37 | 00:10:01 | 00:32:12 |
|      | Elisa Marcon         | Tri. Rari Nantes Marostica | 00:08:49 | 00:13:24 | 00:10:26 | 00:32:39 |
|      | Michela Pozzuoli     | Minerva Roma               | 00:09:36 | 00:14:25 | 00:10:10 | 00:34:11 |
| 4    | Valeria De Quarto    | Minerva Roma               | 00:09:43 | 00:13:00 | 00:12:02 | 00:34:45 |
| 5    | Silvia Tonti         | Minerva Roma               | 00:09:29 | 00:15:04 | 00:10:29 | 00:35:02 |
| 6    | Micol Ramundo        | DDS                        | 00:08:35 | 00:16:25 | 00:10:19 | 00:35:19 |
| 7    | Roberta Rigault      | Aquatica Torino            | 00:09:21 | 00:14:39 | 00:11:53 | 00:35:53 |
| 8    | Alice Capone         | Canottieri Napoli          | 00:08:36 | 00:17:26 | 00:10:01 | 00:36:03 |
| 9    | Federica Moroni      | Pol. Riccione              | 00:09:21 | 00:15:53 | 00:10:53 | 00:36:07 |
| 10   | Nicole Campaner      | Aquatica Torino            | 00:10:08 | 00:14:54 | 00:11:40 | 00:36:42 |
| 11   | Laura Thomas         | Treviso Triathlon          | 00:09:55 | 00:15:51 | 00:11:10 | 00:36:56 |
| 12   | Giorgia Schettini    | Triathlon Aurora           | 00:10:07 | 00:15:22 | 00:11:28 | 00:36:57 |
| 13   | Manuela Ascoli       | Minerva Roma               | 00:10:05 | 00:15:20 | 00:11:39 | 00:37:04 |
| 14   | Lavinia Arpinelli    | Minerva Roma               | 00:09:59 | 00:15:48 | 00:11:24 | 00:37:11 |
| 15   | Giorgia Alessandrini | Padova Nuoto Fidia         | 00:10:21 | 00:15:17 | 00:11:59 | 00:37:37 |
| 16   | Silvia Scarpetta     | Canottieri Napoli          | 00:09:18 | 00:17:31 | 00:10:55 | 00:37:44 |
| 17   | Elisa Monacchini     | Vis Cortona                | 00:10:03 | 00:16:09 | 00:11:50 | 00:38:02 |
| 18   | Federica M. Saetta   | Canottieri Napoli          | 00:10:08 | 00:15:07 | 00:13:14 | 00:38:29 |
| 19   | Rosa Farace          | Canottieri Irno            | 00:11:00 | 00:15:29 | 00:12:35 | 00:39:04 |
| 20   | Rossella Ferrucci    | Canottieri Napoli          | 00:10:26 | 00:16:34 | 00:12:28 | 00:39:28 |